# Annwn Regio
L'Annwn Regio è una struttura geologica della superficie di Europa.